# 竹專2線
竹專2線，又名大鹿林道，是台灣北部地區一條橫跨新竹縣與苗栗縣之間的林業經營用道路。
大鹿林道在中華民國交通部公路總局編制中為竹專2線，過去主要用於運輸觀霧及樂山地區所砍伐的木材，在1980年代末期林務局終止伐木事業後，現今大鹿林道已轉變為台灣北部重要的遊憩路線之一。

## 路線概述
大鹿林道依路線又細分為大鹿林道主線、東線、東支線及西線，主線起點位於新竹縣五峰鄉土場，主線及支線終點皆位於苗栗縣泰安鄉，主線全長28公里，東線及東支線全長35公里，西線長度為6.8公里，全部路線總長約70公里。目前東、西兩支線皆未開放一般民眾行駛車輛進入，除公務車及緊急救護車輛之外，僅提供步行使用，目前主線與西線由新竹林區管理處管理維護，東線由雪霸國家公園管理處所管轄。

### 大鹿林道主線

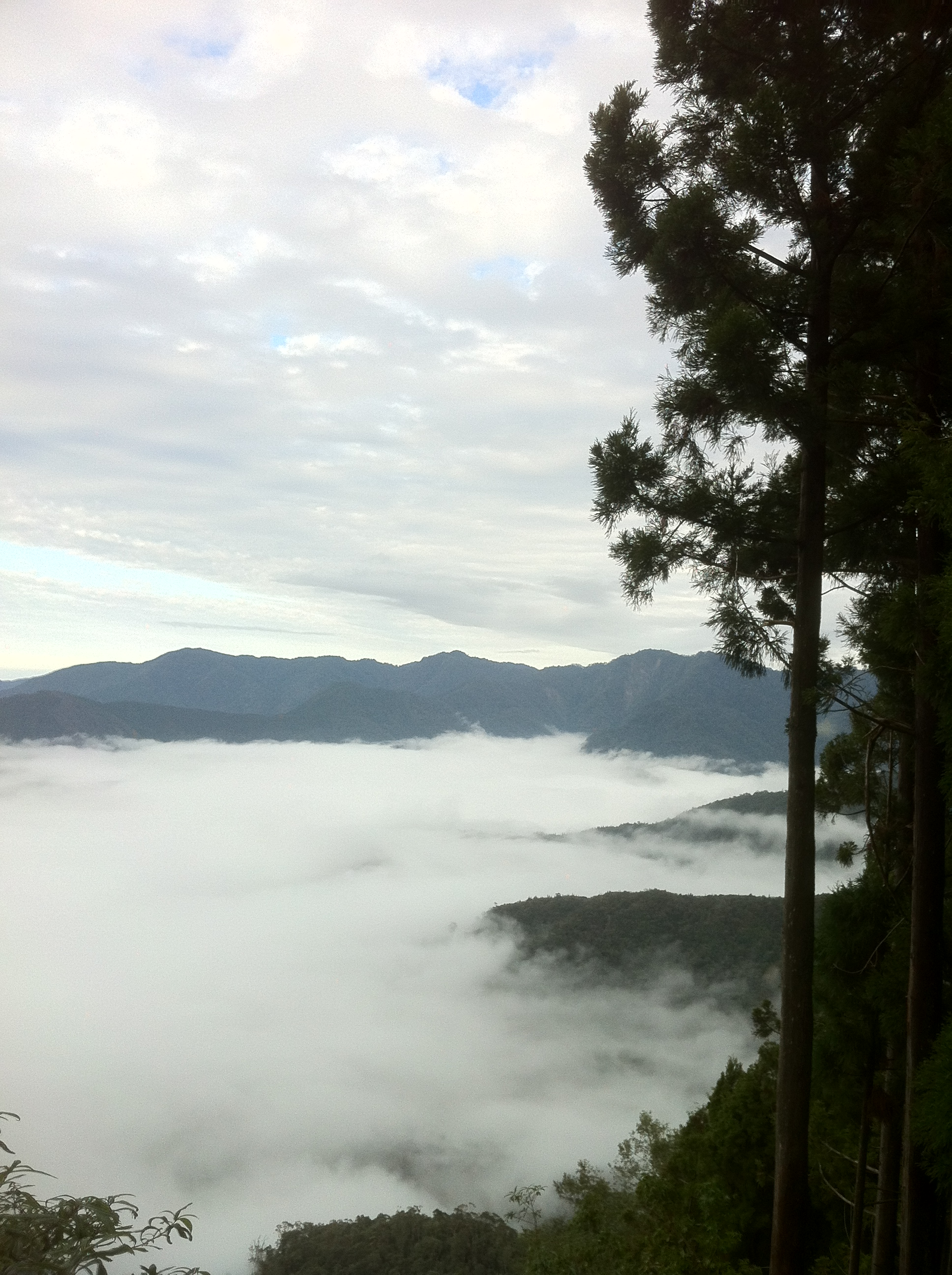
大鹿林道主線23.5K處的柳杉林及雲海

大鹿林道主線起於新竹縣五峰鄉土場，沿著頭前溪上游支流上坪溪一路蜿蜒而上，止於觀霧，在起點土場三叉路口以北是南清公路，通往竹東、新竹市區，三叉路口以西是隘蘭聯絡道路，通往白蘭風景區，在主線1公里處目前設有入山管制哨（清泉檢查所）。
主線13公里路旁有一道路通往大坪苗圃（為林務局培育樹苗區），15公里後為民宿區，在髮夾彎前後各有一路口，前方路口通往雲山道路，後方路口則是通往15公里聯絡道，在主線25公里後即進入觀霧國家森林遊樂區範圍，26公里處便可見觀霧派出所、觀霧山椒魚生態中心與觀霧森林遊樂區遊客中心以及樂山林道起點，最後主線在終點28公里觀霧山莊旁路口分為東線及西線。

### 大鹿林道東線
大鹿林道東線（East Branch of Dalu Forest Road），全部里程35公里（至馬達拉溪登山口為19公里），該路段是通往大霸尖山登山步道與寬尾鳳蝶野生動物重要棲息環境的重要路線，在路口不遠處（步行約四百公尺）有大霸尖山登山服務站，由雪霸國家公園所設置，另在9.8公里處有東支線路口，但現今東支線已廢棄。
一般民眾若欲步行進入大鹿林道東線，須在入山前於主線1公里處清泉檢查所辦妥大鹿林道東線入山證（甲種入山證），始可進入，進入時間限於每日5時至11時且須當日來回；若是要進入馬達拉溪登山口攀登大霸尖山等活動，除了甲種入山證外還須於七日前在雪霸國家管理處官方網站申請入園許可證。

### 大鹿林道西線
大鹿林道西線（West Branch of Dalu Forest Road），西線全長6.8公里，沿途可通往賞鳥步道入口（里程標0.65K）、榛山步道登山口（里程標2.0K）、親子植樹園（里程標2.1K）及北坑溪古道登山口（里程標3.1K）等園內景點，在路旁還可見早期林業使用的集材機具。

## 歷史
日治時期由於觀霧與樂山周邊為盛行雲霧帶，林木茂盛，尤其有大量的紅檜、台灣扁柏等珍貴林產，因此日人即在此地設立鹿場山林場，最初是從苗栗縣南庄興建鐵軌及索道運輸木材。
二戰後國民政府接收林場繼續經營伐木事業，後來為了方便運輸樂山東稜線馬達拉溪流域附近的木材，於是在民國53年（西元1964年）從新竹縣五峰鄉的土場開闢一條林道至觀霧地區，由四百餘位榮民組成林務局工程隊耗時兩年完成，全長五十餘公里，由於工程期間甚為艱辛，在施工期間造成三百餘工程人員受傷，有九人因此殉職，因此完工後於觀霧設立紀念碑，茲以紀念在工程期間殉難的工程人員。 

## 沿線景觀

### 八仙瀑布

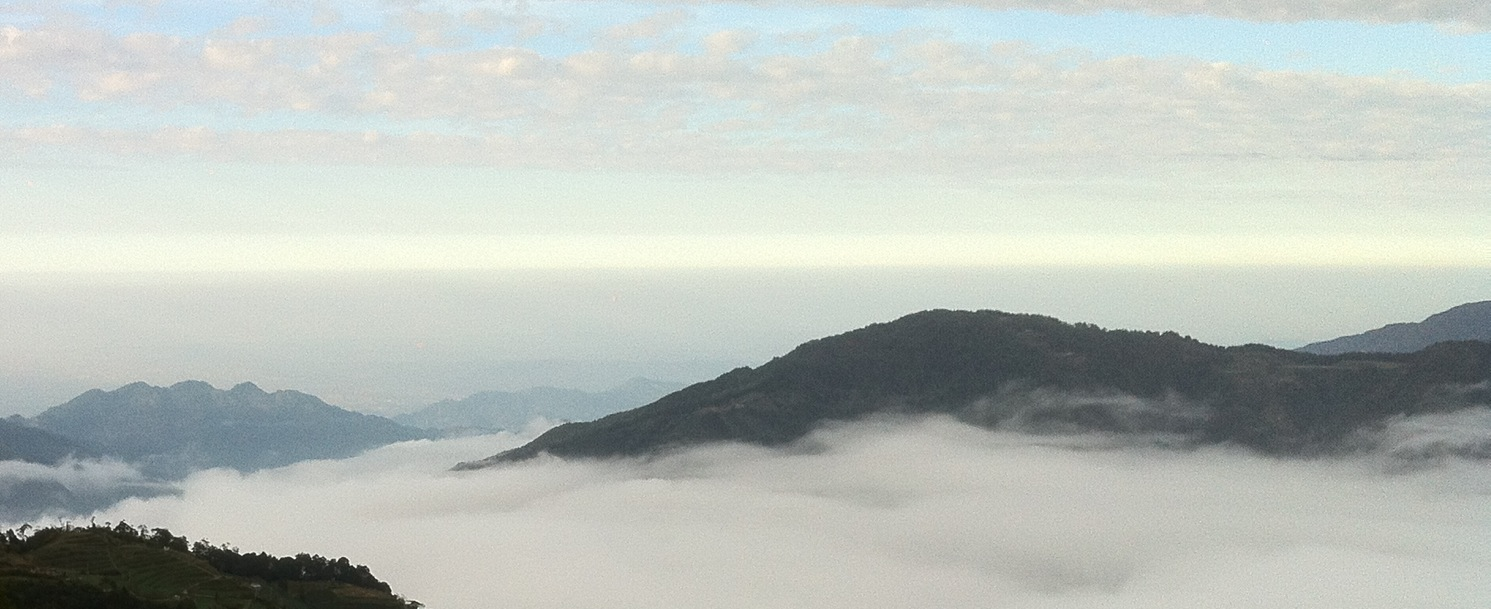
五指山（圖左下）及雲海

在大鹿林道主線8.5公里路旁，向下遠眺即可看見瀑布，因水量較少時，瀑布形狀似「八」字故取名八仙瀑布。

### 五指山
自大鹿林道17公里處，向西遠望，即可見台灣第七勝景─五指山，天氣條件符合時，甚至可見五指山矗立於一片雲霧繚繞的雲海中。

### 柳杉樹海
大鹿林道20公里後至觀霧道路兩旁為林務局造林地，在這幾公里的道路上，可以沿路欣賞兩旁壯觀的柳杉林樹海。

## 自然生態

### 植物景觀
大鹿林道主線在20公里以前，道路兩旁土地大部分都已經過人為開發，以農墾地、住宅、河川地為主，植物景觀以闊葉林、竹林為主。
在進入中海拔的觀霧森林遊樂區範圍之後道路兩旁變成以柳杉、台灣杉、香杉為主的造林地。在生態較為豐富的大鹿林道東線，沿途可以欣賞到的闊葉樹景觀有台灣檫樹、台灣赤楊、台灣紅榨槭，草本植物為台灣澤蘭、高山杜鵑、一枝黃花、虎杖等。
相較於東線，西線的植物景觀已針闊葉造林地為主，代表性樹種為柳杉、台灣杉、台灣鐵杉、台灣二葉松、台灣紅榨槭、木荷、大葉石櫟等。草本植物為台灣杜鵑、五節芒。

### 動物生態
- 哺乳動物

在大鹿林道西線及東線，有紀錄過出現蹤跡大型哺乳動物為山羌及台灣獼猴，小型哺乳動物為赤腹松鼠、條紋松鼠、白面鼯鼠、大赤鼯鼠、台灣森鼠、白鼻心、台灣小蹄鼻蝠等，在東線甚至有發現過麝香貓族群出沒的蹤跡。
- 鳥類

在林道周邊鳥類以山雀科、畫眉科數量較多，在東線常見的鳥類有藍腹鷴、帝雉、金翼白眉、白耳畫眉、酒紅朱雀、大冠鷲、鵂鶹、灰林鴞、栗背林鶋，西線常見的有黃腹琉璃鳥、鵂鶹、灰林鴞、黃嘴角鴞等。
- 昆蟲

大鹿林道東線周邊為台灣特有種寬尾鳳蝶幼蟲寄主－台灣檫樹的主要分佈區域之一，在東線2至4公里採樣區有發現寬尾鳳蝶之紀錄。
- 爬蟲類與兩生類

爬蟲類與兩生類族群以大鹿林道東線沿線數量較多，西線與主線數量較少，有紀錄的兩生類族群為盤古蟾蜍、梭德氏赤蛙、莫氏樹蛙、艾氏樹蛙及觀霧山椒魚，其中為了觀察觀霧山椒魚的復育工作，在東線設有觀霧山椒魚監測樣區。

## 沿線地質
大鹿林道沿線出露之地層，依岩性特徵級生成年代可分成兩個地層，依年代劃分為漸新世晚期巴陵層及中新世早期澳底層，巴陵層主要由硬頁岩與板岩為主，偶夾砂岩，澳底層為砂岩、板岩及頁岩構所成。

### 漸新世巴陵層
巴陵層於觀霧及週邊地區廣大出露，以暗灰至灰色硬頁岩與板岩為主，有時含有灰色細粒泥質薄層砂岩，砂岩層厚度介於1－10公分之間，在砂岩層中有時可見紋理構造。硬頁岩多見於觀霧西側，往東則板岩增多，且板岩劈理也越趨發達。新鮮的硬頁岩為塊狀，組織較為堅硬細緻，經風化作用後岩石碎片呈鉛筆狀。

### 中新世澳底層
出露於新竹五峰鄉清泉一帶，依岩性可區分成三段，下段已暗灰色緻密頁岩為主，岩層間夾有鐵質侵浸染層，中段由砂岩與頁岩交互層構成，砂岩型態從細粒至中粒，呈現灰色至深灰色，內含物質有鐵結核、少量雲母、炭等。上段岩層由砂、頁岩互層組成，並以砂岩為主，這時砂岩型態多以白色中、粗粒以及灰色中粒為主，部分白色砂岩風化成淡紫紅色，有些則含石英粒及鐵結核，或含有煤跡、炭質頁岩、劣質煤等。

## 自然災害
2004年艾利颱風造成大鹿林道主線沿線13處坍方，尤其以土場周邊災情最為嚴重，颱風夾帶豪雨使得土場溪暴漲，洪水與土石流不僅沖毀土場大橋，也連帶掏空土場溪旁的山坡坡腳，導致山坡上大面積土石滑落掩埋山腳下土場部落以及清泉派出所，造成嚴重人員傷亡，災後由於南清公路與大鹿林道中斷，使五峰鄉當地觀光倍受打擊，縣政府統計，2003年五峰清泉地區遊客人數將近三十萬人，艾利風災後驟減至一年一千一百多人，使當地民宿、農特產品業者苦不堪言。於是縣政府邀集林務局、國防部與雪霸國家公園規劃一條替代道路，該路線以五峰鄉石鹿道路民生部落為起點，連結當地既有產業道路銜接至大鹿林道本線十五公里處（雲山部落），以期恢復五峰鄉的觀光休閒農業。
林道歷經數年修復後又於2013年遭遇蘇力颱風的侵襲，在颱風超大豪雨影響下，又造成主線沿線18處大型崩塌、沿線坑溝淤塞，災情更甚於艾利，目前林道雖已搶通，但路面品質不佳，部分路段仍未鋪設柏油，林管處為顧及用路人行車安全，公告大鹿林道全線禁止甲、乙類大客車（大型、中型巴士）通行。

## 交會公路
- 縣道122號
- 隘蘭聯絡道路
- 雲山道路
- 15公里聯絡道
- 樂山林道

## 外部連結
- 台灣山林悠遊網 （页面存档备份，存于）
- 雪霸國家公園網路申辦入園系統 （页面存档备份，存于）